# Boulder Bundesliga
Die Boulder Bundesliga ist ein in Deutschland über 12 Monate ausgetragener Ligabetrieb im Bouldern.

## Liga-Betrieb
Die Boulder Bundesliga besteht aus jeweils drei Ligen für Damen und Herren. Es gibt keine Zugangsvoraussetzungen für die Teilnahme am Ligabetrieb, sie ist für jeden Bouldernden ab dem achten Lebensjahr offen und kostenfrei. Die Anmeldung erfolgt über das Webportal der Liga.
Der Wettkampf findet während der Saison in verschiedenen Boulderhallen in ganz Deutschland statt. Die Teilnehmenden sammeln an diesen Stationen Punkte, indem sie Boulder toppen oder deren Bonusgriff erreichen. Die Erfassung der Ergebnisse erfolgt durch die Sportler selbst, dabei handeln sie auf Vertrauensbasis.
Diejenigen Sportler, die zum Ende der Saison die meisten Punkte sammeln konnten, sind für die Teilnahme an der Finalstation qualifiziert. An dieser letzten Station werden die Gewinner der Saison pro Liga ermittelt. Dieser Wettkampf ist, je nach Liga und Saison, auf ein bis mehrere Runden aufgeteilt: Qualifikation, Halbfinale und Finale.

## Saison Ergebnisse
|         |             | 1. Liga               | 1. Liga                | 2. Liga                    | 2. Liga                   | 3. Liga           | 3. Liga            |
| Saison  | Platzierung | Herren                | Damen                  | Herren                     | Damen                     | Herren            | Damen              |
| ------- | ----------- | --------------------- | ---------------------- | -------------------------- | ------------------------- | ----------------- | ------------------ |
| 2016    | 1.          | Jakob Schäfer         | Alma Bestvater         | Paul Pöpperl               | Runa Lahmann              |                   |                    |
| 2016    | 2.          | Markus Hoppe          | Hannah Meul            | Matze Diekmann             | Caro Ulmer                |                   |                    |
| 2016    | 3.          | Paul Neumann          | Andi Fichtner          | Daniel Therre              | Nina Opitz                |                   |                    |
| 2017    | 1.          | Jan Hojer             | Alma Bestvater         | David Umbach               | Sophie Böllinger          |                   |                    |
| 2017    | 2.          | Stephan Vogt          | Hannah Pongratz        | Moritz Leue                | Alma König                |                   |                    |
| 2017    | 3.          | Valentin Lemouton     | Nora Kiraly            | Marcus König               | Theresa Hannah Düring     |                   |                    |
| 2018    | 1.          | Valentin Lemouton     | Martha Karpeter        | Christopher Rudolph        | Stefanie Fella            |                   |                    |
| 2018    | 2.          | Joshua Meiser         | Alma Bestvater         | Marcel Reimann             | Clara Lauterwasser        |                   |                    |
| 2018    | 3.          | Stephan Vogt          | Hannah Pongratz        | Tom Walther                | Katharina von Chamier     |                   |                    |
| 2019    | 1.          | Lukas Winklmann       | Hannah Pongratz        | Robin Bauer                | Ana Stumpf                |                   |                    |
| 2019    | 2.          | Nikola Petrov         | Olga Stankevich        | Moritz Senftleben          | Mathilde Klemen           |                   |                    |
| 2019    | 3.          | Bozhidar Lyubenov     | Luisa Thomas           | Simon Kalbas               | Lilly Vogel               |                   |                    |
| 2020    | 1.          | Stephan Grimm         | Hannah Pongratz        | Felix Roscales             | Isabelle Bergmann         | Benjamin Rauwolf  | Nina Lang          |
| 2020    | 2.          | Valentin Lemouton     | Jasmin Schröder        | Leon Mahler                | Emma Glomb                | Ole Sadzio        | Saskia Hauser      |
| 2020    | 3.          | Joshua Meiser         | Karla Schmitz-Kolkmann | Vadim Rimer                | Eva-Maria Gitter          | Marvin Braun      | Teresa Hofmann     |
| 2021/22 | 1.          | Frederik Schäfer      | Jasmin Schröder        | Marcel Saleske             | Edith Kießling            | Lukas Zehentmaier | Lena Gauthier      |
| 2021/22 | 2.          | Joshua Meiser         | Ana Stumpf             | Pascal Kröll               | Elfi Zizmann              | Patrick Starzetz  | Svenja Krieger     |
| 2021/22 | 3.          | Thomas Knab           | Mia Kunze              | Julian Müller              | Niki Sophie Janssen       | Sören Wiessner    | Elena Langenfelder |
| 2022/23 | 1.          | Jan Hojer             | Daria Nesterenko       | Lasse Nauheimer            | Lotte Hensel              | Jonas Heuser      | Eva Lübbers        |
| 2022/23 | 2.          | Filip Donchev         | Charlotte Schiefer     | Jonah Spaniol              | Lotta Mathilda Mehrländer | Christian Neubert | Lina Rosner        |
| 2022/23 | 3.          | Thomas Knab           | Helene Wolf            | Jannik Fiedler             | Julia Schwarz             | Bastian Günther   | Juli Laschinski    |
| 2023/24 | 1.          | Jan Hojer             | Lilli Kiesgen          | Jan Karlo Ayala Goehringer | Maileen Komsthöft         | Michael Weiler    | Lena Schaaf        |
| 2023/24 | 2.          | Egor Kryachkov        | Daria Nesterenko       | Leon Brölemann             | Nadine Hartmann           | Tim Beck          | Greta Bröcker      |
| 2023/24 | 3.          | Serhii Topishko       | Helene Wolf            | Georg Heinze               | Tami Jostarndt            | Tim Willer        | Linnea Kulessa     |
| 2024/25 | 1.          | Jan Hojer             | Daria Nesterenko       | Matthis Buß                | Yente Planer              | Kuno Schwärzer    | Stephi Hüll        |
| 2024/25 | 2.          | Jonathan Papadopoulos | Julia Miltenberger     | Til Schmidt                | Linnea Kulessa            | Nils Weidl        | Emilia Fechtner    |
| 2024/25 | 3.          | Finn Altemöller       | Charlotte Schiefer     | Martin Hanfgarn            | Greta Bröcker             | Lennard Richter   | Nano JD            |

## Deutschlandcup
In der Saison 2022/23 wurde der Deutschlandcup eingeführt. Dies ist ein Preis dotierter Wettkampf, der an manchen Saisonstationen am ersten Tag ausgetragen wird. Zur Teilnahme qualifizieren sich die jeweils sechs besten Sportler der 1. Liga Damen und 1. Liga Herren des jeweiligen Tages an dieser Station. Die Austragung erfolgt im IFSC Weltcup Modus an jeweils 3 Bouldern für Damen und Herren.
Zu diesem Wettkampf reisen auch einige deutsche und internationale Spitzensportler des Bouldersports an.

## Geschichte

### Ligen
Die Boulder Bundesliga startete im Jahr 2016 mit vier Ligen: 1. und 2. Liga Herren, sowie 1. und 2. Liga Damen. Im Jahr 2020 wurden die 3. Liga Damen und 3. Liga Herren ergänzt.

### Saison
In den ersten Jahren erstreckte sich eine Saison über ein Kalenderjahr. Die erste Ligastation startete im Januar, das Finale fand im Dezember statt. Nach einer Unterbrechung des Spielbetriebs aufgrund der COVID-19-Pandemie wurden die folgenden Saisons im Juli gestartet, das jeweilige Finale fand im darauffolgenden Juni statt.

### Sponsoren und Partner
Mit der Boulder Bundesliga findet die deutsche Boulderszene seit 2016 einen landesweiten und über das ganze Jahr laufenden Wettkampfmodus. Verschiedene Partner und Sponsoren unterstützen die Liga.
| Saison  | Titelpartner           | Sponsor       | Sponsor      | Sponsor              | Sponsor        | Sponsor     | Sponsor     | Sponsor       |
| ------- | ---------------------- | ------------- | ------------ | -------------------- | -------------- | ----------- | ----------- | ------------- |
| 2016    |                        | KletterRetter |              | Climax Magazin       |                | Blocz       |             |               |
| 2017    | Mammut                 | KletterRetter |              | Climax Magazin       | Flathold       | Blocz       | Red Bull    | Kletterkultur |
| 2018    | Mammut                 | KletterRetter | Boot Bananas | Walter Fritz Energie | Flathold       | Blocz       | Sportscheck | Kletterkultur |
| 2019    | Mammut                 | KletterRetter | Boot Bananas | Walter Fritz Energie | Flathold       | Blocz       | Sportscheck | CLIF Bar      |
| 2020    | Mammut                 | KletterRetter | Boot Bananas | Walter Fritz Energie | Flathold       | Blocz       |             | CLIF Bar      |
| 2021/22 | Techniker Krankenkasse | KletterRetter | Boot Bananas | La Sportiva          | Climbholds.com |             |             | CLIF Bar      |
| 2022/23 | Techniker Krankenkasse | KletterRetter | Boot Bananas | La Sportiva          | Climbholds.com |             |             | CLIF Bar      |
| 2023/24 | Techniker Krankenkasse | KletterRetter | Boot Bananas | La Sportiva          | Climbholds.com |             |             |               |
| 2024/25 | Techniker Krankenkasse | KletterRetter | Boot Bananas | Tenaya               | Climbholds.com | YY Vertical |             |               |

Seit der Saison 2021/22 ist die Techniker Krankenkasse der Titelpartner der Boulder Bundesliga, welche seitdem als Techniker Boulder Bundesliga bezeichnet wird.

### Teilnehmerzahlen
Die Boulder Bundesliga erlangt immer größere Teilnehmerzahlen. In der Saison 2022/23 hatten 2276 Sportler und Sportlerinnen ihre Ergebnisse registriert.